# Channel Awesome
Channel Awesome es un espacio web de entretenimiento dedicado especialmente al público aficionado al cine y a los videojuegos, cuya imagen principal es Nostalgia Critic (Crítico de Nostalgia), quien ha conseguido convertirse en uno de los fenómenos de Internet más destacados. Nostalgia Critic es interpretado por el estadounidense Doug Walker, quien se dedica en sus vídeos a reseñar películas, series, programas y otros shows estadounidenses, principalmente de las décadas de los 80 y 90.
El fundador y administrador de la página es Michael Michaud, quien además es el director ejecutivo de la productora de Channel Awesome. El sitio fue lanzado en abril de 2008, después de que los vídeos originales fueran retirados de YouTube tras las denuncias de infracción de derechos de autor por parte de sus realizadores.
El espacio web es el retransmisor de los episodios de Nostalgia Critic, cuya manera satírica de reseñar películas y otros entretenimientos le ha hecho gozar de gran popularidad internacional en toda la Internet. Además, la página alberga otras creaciones de Doug Walker como sus primeros trabajos llamados "5 seconds movie" (Una película en 5 segundos), "Ask ThatGuyWithTheGlasses" (Pregúntele a ese tipo con gafas), "VideoGame Confessions" (Confesiones de videojuegos) y "Bum Reviews" (Reseñas de un vagabundo; sinopsis de films actuales).
- Datos: Q5072383
- Multimedia: Channel Awesome / Q5072383